# Architectura Navalis Mercatoria

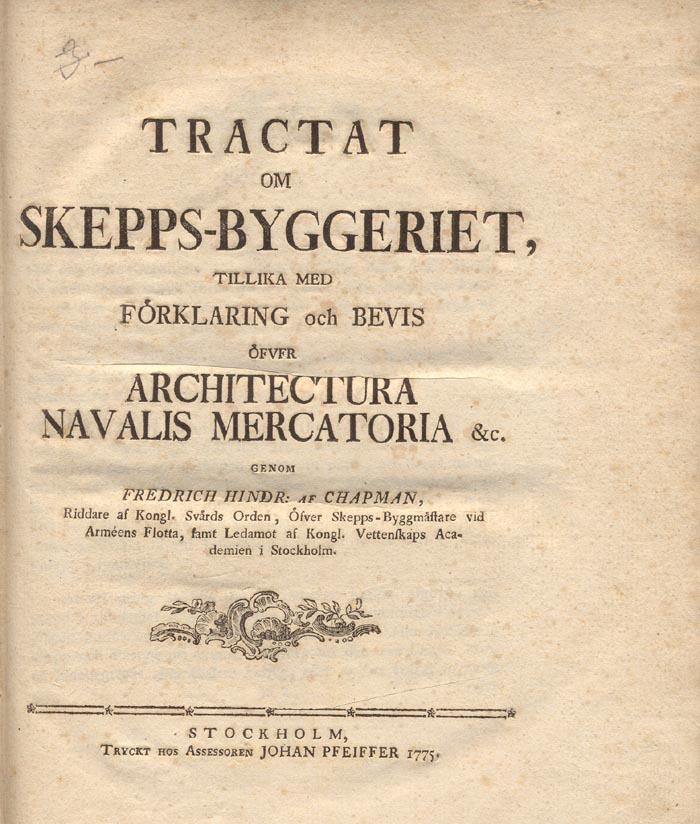
Portada de Tractat om Skepps-byggeriet.

Architectura Navalis Mercatoria, és un tractat d'arquitectura naval fet per Fredrik Henrik af Chapman i publicat en 1768, que LXII làmines plasma els tipus de vaixells contemporanis que ell va considerar que eren els millors i més interessants.

## Abast de l'obra
El 1765, Chapman va demanar permís en el seu treball com a cap de construcció naval de la flota de l'Arxipèlag a la base naval de Sveaborg per treballar en un recull que més tard portaria per títol: Architectura Navalis Mercatoria. El treball va ser encarregat pel duc Carles, germà de Gustau III de Suècia i es va publicar el 1768.
El tractat conté 62 il·lustracions de vaixells i embarcacions menors, de dissenys suecs i estrangers. Alguns d'ells van ser dissenys del mateix Chapman, però molts eren models que havia vist durant les seves visites a països estrangers. N'hi ha de tota classe i mides, hi són representats des de grans vaixells de càrrega o guerra, a petites embarcacions de pesca.
Les edicions posteriors a la de 178 foren més completes, incorporant material addicional.

## Tractat om-Skepps byggeriet
El Tractat om-Skepps byggeriet va ser pensat per a un públic internacional i el text original en suec es va traduir posteriorment al francès, alemany i anglès. Totes les mesures estan expressades en peus suecs. Així doncs, es van necessitar set anys per acabar els textos explicatius que acompanyen les làmines. Els gràfics i més tard, el Tractat om-Skepps byggeriet (1775, "Tractat sobre la construcció naval"), van convertir a Chapman en un dels principals experts en la construcció naval a nivell mundial, i a part, és considerat el primer arquitecte naval de la història (en el sentit modern de la paraula, fent càlculs matemàtics en el disseny que després plasmava en els plànols que s'empraven per a construir el vaixell).